# Marketing zapachowy
Marketing zapachowy, aromamarketing – koncepcja marketingu sensorycznego polegająca na aromatyzowaniu pomieszczeń firmy. Podstawowym zadaniem aromamarketingu jest stworzenie przyjemnej, prozakupowej atmosfery w miejscu sprzedaży oraz w punktach obsługi klienta. Aromamarketing jest narzędziem wspomagającym komunikaty budujące wizerunek marki. Odpowiednio dobrany zapach sprawia, że klienci identyfikują firmę jako bardziej ekskluzywną, sprzedającą produkty o wyższej jakości.

## Charakterystyka
Marketing jest bezpośrednią, lub pośrednią formą wpływania na decyzje osób trzecich w sprawie kupowania produktów firmy. Zazwyczaj występuje w postaci reklamy. Jego wygląd ma przykuć uwagę, muzyka zostać zapamiętana na długie miesiące, aż w końcu po jakimś czasie zostaną osiągnięte zaplanowane skutki. Jednakże oprócz wpływania na decyzje ludzi poprzez zmysł wzroku i słuchu, korzysta się także z ich węchu. Nazywa się to marketingiem zapachowym lub aromamarketingiem.
Marketing zapachowy jest jednym z rodzajów sensorycznego marketingu, czyli wpływającego na ludzi poprzez zmysły. Polega on na rozprzestrzenianiu w wybranym pomieszczeniu zapachu mającego wywołać określone zachowanie. Bardzo często stosuje się go w miejscach pracy w celu zwiększenia efektywności, ale jeszcze częściej spotykany jest w pomieszczeniach handlowych lub rozrywki.

## Przykłady zastosowania
Jednym z przykładów aromamarketingu może być salon gier. Klienci siedząc przez kilka godzin przed maszynami do grania, nie mają zwykle nic w ustach. W takim momencie jeden ze sprzedawców lub właścicieli przechodzi dookoła nich z mocno i smacznie pachnącym talerzem jedzenia. Gracze, na ten zapach od razu robią się głodni i zamawiają dania, spędzając więcej czasu w salonie gier i wydając więcej pieniędzy, co tylko zwiększa zysk przedsiębiorcy.
Aromamarketing chociaż nie jest słowem popularnym, to i tak każdy miał z nim choć raz do czynienia. Na przykład przechodząc obok perfumerii czuje się jak wydobywają się z niej drogie i ekskluzywne zapachy, albo będąc w piekarni, woń świeżo upieczonej bułeczki lub ciasta sprawia, że kupuje się więcej niż potrzeba.

## Efekty stosowania
Odpowiednia kompozycja zapachów nada miłą atmosferę w pomieszczeniu, do którego wciąż będzie chciało się wracać lub ewentualnie będzie dobrze nam się kojarzyć. Ponadto sklep, z którego wydobywa się ładny zapach, od razu kojarzy się z luksusem i produktami z wyższej półki.
Marketing zapachowy, chociaż jest młody, zdążył już pokazać na co go stać. W czasie korzystania z niego zauważono, że:
- następuje wzrost sprzedaży dóbr i usług aż do 30%[1],
- im produkt otoczony jest ładnymi i wydającymi się na drogie, zapachami, tym klienci bardziej go doceniają i nie dziwią się nad jego wysoką ceną,
- znajdując się w aromatyzowanym pomieszczeniu ludzie są bardziej skorzy do komunikowania się ze sobą,
- klienci chcą ponownie zakupić dany produkt, ponieważ kojarzył im się on z czymś dobrym, a tym samym chętniej kupują nowe towary o tym samym lub podobnym zapachu,
- spędza się więcej czasu w pomieszczeniu, w którym zastosowano marketing zapachowy, przez co zwiększa się szansa na większe zakupy,
- zmniejsza się poziom stresu,
- pracownicy pracując przy komputerach popełniają mniej błędów,
- czas w kolejkach szybciej mija,
- w pomieszczeniu poprawia się jakość powietrza, a ono samo pachnie inaczej, ładniej.

Marketing zapachowy, choć nowy może być w dzisiejszych czasach bardziej skuteczny niż wszystko inne. W końcu wzrok można odwrócić, uszy zatkać, ale nie można przestać oddychać. Prędzej czy później ta "reklama" w końcu znajdzie drogę do celu i dopnie swego.

## Historia aromamarketingu
Marketing zapachowy jest w miarę nowym zjawiskiem. Aromamarketing zaczęto wykorzystywać po raz pierwszy jako narzędzie budowania przewagi konkurencyjnej w latach 90. w USA i Australii. Łącząc ze sobą różne zapachy stworzono narzędzie zwiększające przewagę nad konkurencją. W Polsce aromamarketing pojawił się dopiero wiosną 2006 roku. O dziwo był zastosowany nie przez sklepy, czy duże przedsiębiorstwa, ale przez kino. Podczas premiery kinowej filmu "Jasminum" Jana Jakuba Kolskiego w Krakowie, Warszawie, Wrocławiu oraz Sandomierzu  – wchodząc na salę, goście mogli poczuć prawdziwy zapach jaśminu. Tym samym seans stał się jeszcze atrakcyjniejszy niż miał być, a widzowie, sami nie zdając sobie z tego sprawy, wspominając o unoszącej się woni, robili jednocześnie reklamę.